# Shadow King
Gli Shadow King sono stati un supergruppo hard rock statunitense formato a Los Angeles nel 1991.

## Storia
Il gruppo venne formato dal cantante Lou Gramm, che in quel periodo aveva abbandonato i Foreigner per intraprendere una carriera solista. Gramm chiamò il chitarrista Vivian Campbell e il bassista Bruce Turgon, dopo aver già collaborato con entrambi nei suoi precedenti lavori solisti. Completò la formazione il batterista Kevin Valentine.
La band registrò un album eponimo nel 1991. Nonostante i piani iniziali di un tour, il quartetto tenne solamente un concerto dal vivo al London Astoria, in Inghilterra, il 13 dicembre 1991. Successivamente Vivian Campbell abbandonò gli Shadow King per entrare nei Def Leppard. La band tentò in un primo momento di cercare un sostituto, per poi annunciare definitivamente lo scioglimento in seguito al ritorno nei Foreigner di Lou Gramm, che portò con sé anche Bruce Turgon.

## Formazione
- Lou Gramm - voce (1991-1992)
- Vivian Campbell - chitarra (1991-1993)
- Bruce Turgon - basso (1991-1993)
- Kevin Valentine - batteria (1991-1993)

## Discografia

### Album in studio
- 1991 - Shadow King

### Singoli
- 1991 - I Want You